# MI19
El MI19 fue una sección de la Dirección Británica de Inteligencia Militar, parte de la Oficina de Guerra. Durante la Segunda Guerra Mundial se encargó de obtener información de los prisioneros de guerra enemigos.
Se creó originalmente en diciembre de 1940 como MI9a, una subsección del MI9. Un año después, en diciembre de 1941, se convirtió en una organización independiente, aunque todavía estrechamente asociada con su matriz.
MI19 tenía Centros de Interrogación Detallada de Servicios Combinados (CSDIC) en Beaconsfield, Wilton Park y Latimer, así como varios en el extranjero.
A partir de 1940, el MI19 grabó conversaciones entre oficiales alemanes celebradas cómodamente en Trent Park en el norte de Londres; se aprendieron muchos secretos importantes de ese esfuerzo. El MI19 operaba un centro de interrogatorios en Kensington Palace Gardens, Londres, comandado por el teniente coronel Alexander Scotland OBE, conocido como "London Cage". Fue objeto de constantes informes de tortura por parte de los prisioneros allí confinados, que incluían a sospechosos de crímenes de guerra de las SS y la Gestapo detenidos en las instalaciones después de la guerra.
La BBC informó que el personal del MI-19 fue enviado a las Islas del Canal en 1945 para buscar evidencia de colaboración durante la ocupación alemana. La intención pudo haber sido silenciar la especulación.